# Gennagyij Nyikolajevics Rozsgyesztvenszkij
Gennagyij Nyikolajevics Rozsgyesztvenszkij, (oroszul Геннадий Николаевич Рождественский, Moszkva, 1931. május 4. – Moszkva, 2018. június 16.) szovjet-orosz karmester, zenepedagógus.

## Élete, munkássága
Rozsgyesztvenszkij Moszkvában született, zenész családba. Apja Nyikolaj Pavlovics Anoszov karmester, anyja Natalja Petrovna Rozsgyesztvenszkaja szoprán énekes volt. Zenei tanulmányait a Gnyeszin Zeneiskola és a Moszkvai Konzervatórium gyermekiskolában kezdte. 1941-ben a Konzervatóriumban folytatta, apjánál vezénylést, Lev Nyikolajevics Oborinnál zongorát tanult. Közben díjat nyert a bukaresti és berlini nemzetközi zenei versenyen. Karmesterként még tanulmányai alatt mutatkozott be a nyilvánosságnak a Moszkvai Nagyszínházban, ahol Csajkovszkij Diótörőjét vezényelte. 1954-ben szerezte meg diplomáját (majd 1957-ben fejezte be posztgraduális tanulmányait ugyanott), és a Bolsojban karmester-asszisztens lett. Ekkor már megváltoztatta a nevét, anyja családnevét vette fel, hogy elkerülje az összetéveszthetőséget és a nepotizmus gyanúját. 1961-től 1974-ig a Szovjet Rádió Szimfonikus Zenekarának művészeti vezetője volt, 1965-ben pedig a Nagyszínház legfiatalabb karmestere lett. A színházban a tevékenysége főleg a balettekhez kapcsolódott, amit nem szeretett. „Valódi kínzás volt ezeket a balett-előadásokat levezetni, mert nem volt kapcsolat a színpaddal, … a koreográfus nem tanult zenét, nem tudta olvasni a partitúrát” – nyilatkozta később. A nagy orosz balettek ennek ellenére egész életében végigkísérték. A Bolsojnál több mint harminc operát és balettet vezényelt, világpremierjét dirigálta Aram Hacsaturján Spartacus című balettjének és oroszországi bemutatóját Benjamin Britten Szentivánéji álom című darabjának. Emellett zenekari műveket is vezényelt, a nevéhez fűződik például Sosztakovics 10. szimfóniájának előadása.
1972-ben részt vett a Moszkvai Kamaraopera létrehozásában, amelynek az első zeneigazgatója is lett. Itt keltette életre Sosztakovics 1928-as, elfelejtett operáját, Az orrt, valamint bemutatta Igor Stravinsky A léhaság útja (The Rake’s Progress) című operáját. Ezután sokat szerepelt külföldön: ő volt az első szovjet karmester, aki több külföldi zenekarnak is vezető karmestere lehetett. Doráti Antal után a Stockholmi Filharmónia Zenekarának vezető karmestere volt 1974 és 1977 között, majd 1978-tól 1981-ig a BBC Szimfonikus Zenekarának vezető karmestere lett. Ezután 1981 és 1983 között a Bécsi Szimfonikus Zenekar vezető karmestere volt. További zenekarok, akikkel együtt dolgozott: a Jomiuri Nippon Zenekar, a berlini Konzerthausorchester, az Orchester de Paris és az Orchestra del Teatro dell’Opera di Roma. Eközben már a moszkvai konzervatórium karmesterprofesszora is volt, és 1987-től a sienai Accademia Chigianában is tanított. Rendszeresen vezetett mesterkurzusokat különböző országokban. 1982-ben az Orosz Kulturális Minisztérium Szimfonikus Zenekarának vezetője lett, és a zenekarral sok lemezfelvételt készített, például Sosztakovics, Glazunov, Bruckner, Schnittke és Honegger teljes szimfóniáit.
Számos operát mutatott be a legrangosabb európai operaházakban, többek között a Covent Gardenben a Borisz Godunov, Az aranykakas és A diótörő új produkcióit, a párizsi Operában A pikk dámát, a Milánói Scalában a Mese Szaltán cárrólt és A bolygó hollandit. 2001-ben Prokofjev A szerencsejátékos című operájának eredeti változatának ősbemutatóját dirigálta a Bolsoj Színházban.
Rozsgyesztvenszkij előadóművészként a spontaneitás magas fokát ötvözte a nagyszerű gesztusérzéssel és a csúcspontok tévedhetetlen elhelyezésével, ami rendkívüli előadásokat eredményezett. Rengeteg, szám szerint 786 művet rögzített több mint 400 hanglemezre (volt, hogy évente több mint húsz lemezt adott ki); rendkívül széles repertoárja a népszerű daraboktól a ritkán játszott, „elfeledett” zenékig terjedt. Elkötelezetten foglalkozott a huszadik századi orosz zeneszerzők műveivel, ami diszkográfiájában is nyomon követhető. A lemezeit eleinte főleg a Melogyija vette fel, majd a szovjet időszakot követően több külföldi hanglemezcég is bekapcsolódott a kiadásba. Sok zeneszerzőt inspirált, köztük például Szofija Gubajdulinát és Alfred Schnittkét, akik több zeneművet is dedikáltak neki. Összesen mintegy negyven kompozíció íródott Rozsgyesztvenszkij számára.
A szovjet rendszerben – több más orosz zenésszel ellentétben – viszonylagos szabadságban dolgozhatott, tulajdonképpen mindig azt csinált, amit akart. „Több mint ötven évig éltem a kommunizmusban, és szörnyű dolgokat láttam magam körül” – nyilatkozta később. – „Nem voltam elnyomva, és nem voltam háborúban. Nagyon szerencsés vagyok, hogy nem öltek meg.” Még a hidegháború nehéz éveiben is turnézhatott külföldön, ám a szovjet rendszer keretein belül mégis meg kellett küzdenie bizonyos nehézségekkel, mondván: „Túl nehéz volt számomra egy ilyen bürokratikus gépezettel dolgozni. Ez zavarta a kreativitásomat és a művészetemet.”
Kétszer nősült. Első felesége Nyina Vlagyimirovna Tyimofejeva, a Bolsoj prímabalerinája volt, második felesége Viktorija Valentyinovna Posztnyikova zongoraművész lett 1969-ben. Több közös lemezt is felvettek, például Csajkovszkij kétzongorás népdalfeldolgozásait. Fiuk, Szasa (Alekszandr) Rozsgyesztvenszkij, nemzetközileg elismert hegedűművész.
Bruno Monsaingeon francia filmrendező – aki számos portréfilmet készített ismert zenészekről – két filmet is forgatott róla.

## Díjai, elismerései
Rozsgyesztvenszkij munkásságát rendkívül korán, már két évvel a Moszkvai Nagyszínházban történő működése után elismerték. Az életútját ezt követően számos hazai és külföldi díj és kitüntetés kísérte.
- 1956 – Az Orosz Szovjet Szövetségi Szocialista Köztársaság kitüntetett művésze
- 1966 – Az Orosz Szovjet Szövetségi Szocialista Köztársaság népművésze
- 1967 – A Munka Vörös Zászló Érdemrendje
- 1969 – A Charles Cros Akadémia oklevele
- 1970 – Lenin-díj
- 1972 – Szent Ciril és Metód rend (Bulgária)
- 1975 – A Svéd Királyi Akadémia tiszteletbeli tagja
- 1976 – A Szovjetunió népművésze
- 1981 – A Munka Vörös Zászló Érdemrendje
- 1984 – A Brit Királyi Zeneakadémia tiszteletbeli tagja
- 1990 – A szocialista munka hőse
- 1990 – Lenin-rend
- 1996 – Az Orosz Föderáció irodalmi és művészeti díja, 1995
- 2001 – A hazáért érdemrend (4. fokozat)
- 2002 – Felkelő Nap érdemrend (Japán)
- 2003 – A francia Becsületrend (Franciaország)
- 2007 – A hazáért érdemrend (3. fokozat)
- 2011 – A hazáért érdemrend (2. fokozat)
- 2011 - A Jaroszlavi Szimfonikus Zenekar aranyérme
- 2014 – A Brit Birodalom Rendjének tiszteletbeli parancsnoka
- 2017 – A hazáért érdemrend (1. fokozat)
- A Chant du Mond nagydíja
- A Melogyija Золотой диск (Aranylemez) díja

## Felvételei
Válogatás az AllMusic és a Discogs listája alapján.

| Megjelenés | Művek                                                                                           | Közreműködők | Kiadó                                 |
| ---------- | ----------------------------------------------------------------------------------------------- | --- | ------------------------------------- |
| 1956       | Prokofjev: Romeo and Juliet (balett)                                                            | Bolshoi Theatre Orchestra                                                                                               | Westminster                           |
| 1956       | Prokofjev: Петя и Волк (Péter és a farkas)                                                      | USSR State Symphony Orchestra, N. Litvinov                                                                              | Апрелевский Завод                     |
| 1957       | Bartók: Cantata Profana; Prokofjev: Zdravitsa (Cantata)                                         | Russian State Symphony Orchestra                                                                                        | Period Records                        |
| 1959       | Bartók: Concerto for Orchestra                                                                  | Leningrad Philharmonic Orchestra                                                                                        | Melogyija                             |
| 1961       | Prokofjev: Symphonie No. 7                                                                      | Orchestre Symphonique de La Radio de l'URSS                                                                             | Melogyija, Le Chant du Monde          |
| 1961       | Schumann: Concerto for Cello and Orchestra; Csajkovszkij: Variations on a Rococo Theme          | Leningrad Philharmonic, Mstislav Rostropovich                                                                           | Melogyija                             |
| 1962       | Ravel: Daphnis et Chloe (balett)                                                                | Symphony Orchestra and Choir of the Moscow Radio                                                                        | Mezhdunarodnaya Kniga                 |
| 1963       | Hacsaturján: Symphony N°1 in A Minor                                                            | State Academic Symphonic Orchestra                                                                                      | Всесоюзная Студия Грамзаписи          |
| 1965       | Modern French Orchestral Miniatures: Milhaud, Satie, Poulenc, Ibert                             | The Chamber Orchestra of the Leningrad Philharmonic                                                                     | Melogyija                             |
| 1965       | Bartók: Duke Bluebeard´s Castle                                                                 | Moscow Radio Large Symphony Orchestra, Jevgenyij Kibkalo, Nyina Poljakova                                               | Melogyija                             |
| 1968       | Berlioz: Symphonie Fantastique                                                                  | Moscow Radio Symphony Orchestra                                                                                         | Melogyija, Angel                      |
| 1968       | Prokofjev: Сказ o Каменном Цветке Фрагменты из Балета (A kővirág, balett, részletek)            | Bolshoi Theatre Orchestra                                                                                               | Melogyija, Angel                      |
| 1969       | Hacsaturján: Violin Concerto; Prokofjev: Violin Concerto No. 1                                  | Moscow Radio Symphony Orchestra, David Ojsztrah, Igor Ojsztrah                                                          | Melogyija, His Master's Voice         |
| 1971       | Brahms: Piano Concerto No. 2                                                                    | USSR Radio Symphony Orchestra, John Lill                                                                                | Deutsche Grammophon                   |
| 1971       | Beethoven: Concerto for Violin and Orchestra in D, Op. 61                                       | Moscow Philharmonic Symphony Orchestra, Igor Bezrodnyij                                                                 | Melogyija                             |
| 1973       | Csajkovszkij: Symphony No. 3                                                                    | Moscow Radio Large Symphony Orchestra                                                                                   | Melogyija                             |
| 1976       | Bruckner: Symphony No.9                                                                         | Moscow Radio Symphony Orchestra                                                                                         | Melogyija, Victor, His Master's Voice |
| 1978       | Liszt: Tasso; Berlioz: Benvenuto Cellini (nyitány), Corsar (nyitány); Weber: Turandot (nyitány) | The USSR TV And Radio Large Symphony Orchestra                                                                          | Melogyija                             |
| 1981       | Csajkovszkij: The Sleeping Beauty (részletek)1982                                               | BBC Symphony Orchestra                                                                                                  | BBC Artium                            |
| 1982       | Prokofiev: Violinkonzerte Nr. 1 & 2                                                             | BBC Symphony Orchestra, Itzhak Perlman                                                                                  | EMI, His Master's Voice               |
| 1987       | Stravinsky: The Firebird Suite; The Rite of Spring; Pétrouchka; Symphony in Three Movements     | London Symphony Orchestra                                                                                               | Nimbus                                |
| 1990       | Schnittke: Symphony No. 4                                                                       | The USSR Ministry of Culture Orchestra                                                                                  | Melogyija                             |
| 1992       | Saint-Saëns: Carnival of the Animals; Wedding Cake op.76; Caprice op. 79; Septuor Op. 65        | Ensemble Instrumental, Jean-François Heisser, Viktorija Posztnyikova                                                    | Erato                                 |
| 1993       | Gubajdulina: 'Stimmen... Verstummen', Symphony in 12 movements; Stufen                          | Royal Stockholm Philharmonic Orchestra                                                                                  | Chandos                               |
| 1995       | Hindemith: Concertos                                                                            | USSR Radio Symphony OrchestraDavid Ojsztrah                                                                             | RCA                                   |
| 1996       | Strauss, Bartók: Violin Concertos                                                               | Moscow State Symphony Orchestra, Igor Ojsztrah, Valentyin Zsuk, Alekszandr Lazarov                                      | Audiophile Records                    |
| 1998       | Nielsen: Complete Symphonies                                                                    | Royal Stockholm Philharmonic Orchestra                                                                                  | Chandos                               |
| 2002       | Schnittke: Concertos for Viola and Orchestra                                                    | USSR Ministry Of Culture Symphony Orchestra, Jurij Basmet, Natalja Gutman                                               | Regis Records                         |
| 2004       | Prokofjev: Piano Concertos Nos. 1, 4, 5                                                         | The USSR Ministry of Culture Orchestra, Viktorija Posztnyikova                                                          | Moscow Studio Archives                |
| 2006       | Tyiscsenko: Symphony No. 6                                                                      | The USSR Ministry of Culture Orchestra, Valentyina Juzvenko, Jelena Rubin                                               | Northern Flowers                      |
| 2009       | Bruckner: Symphony Nos. 4 „Romantic” & 5                                                        | USSR Ministry of Culture Symphony Orchestra                                                                             | Denon Records                         |
| 2010       | Sibelius: Symphonien No. 1–7                                                                    | Moscow Radio Symphony Orchestra                                                                                         | Melogyija, Euerodisc                  |
| 2012       | Mahler: Symphony No. 5                                                                          | Grand Symphony Orchestra of the All-Union Radio and Television                                                          | The Entertainment Group               |
| 2013       | Csajkovszkij: Symphony No. 5; Janáček: Taras Bulba                                              | BBC Symphony Orchestra                                                                                                  | ICA Classics                          |
| 2016       | Prokofiev Ballets: 125th Anniversary Edition                                                    | Moscow Radio Symphony Orchestra, USSR Ministry of Culture Symphony Orchestra, Symphony Orchestra of the Bilshoi Theatre | Melogyija                             |
| 2017       | Balakirev: Symphony No. 1 in C major; Symphony No. 2 in D minor                                 | Herbert von Karajan, London New Philharmonia Orchestra, Moscow Radio Symphony Orchestra, Philharmonia Orchestra         | Praga Digitals                        |